# パピーペット
パピーペットは、2001年にデビューしたバンド。主に関西地方を中心に活躍した。2007年4月8日をもって解散。

## 経歴
- 2000年に大阪で結成した。
- 2005年3月に、 Petty Booka、チタン合金ズ、つしまみれと共に全米ツアー「JAPAN GIRLS NITE 2005 US TOUR」に参加。
- 2005年11月に、シングル「ナミダボシ」で東芝EMIからメジャーデビュー。
- 2007年2月19日に、同年4月8日をもって解散することを発表。
- 2007年4月8日に解散。

## メンバー
- サチ - ボーカル作詞・作曲担当。

2005年4月1日（明けて4月2日）のみニッポン放送で「パピーペットサチのオールナイトニッポンR」のパーソナリティを単独で担当した。4:00からゲストにメンバーのトモが出演した。
- トモ - ボーカル・光速ピアニカ担当。
- 荒牧紘平 - ギター・作曲・編曲担当。
- リョータ - サイレントベース担当。
- ヤナギサワ ヒデトシ - ドラム担当。

## ディスコグラフィー

### シングル
- ガッコウ
- 愛染橋
- ナミダボシ - TBS・BS-iアニメ『BLACK CAT』初代ED

### ネット配信シングル
- one
- two
- three

### ミニアルバム
1. KAMIKAZE
2. ココロニチシヲ（2005/2/16）

## ラジオ
- ラジオマガジン プレイランド・シガ－パピーペットの極楽道場（e-radio：金曜毎月第5週）